# Glossosoma agarenorum
Glossosoma agarenorum là một loài Trichoptera trong họ Glossosomatidae. Chúng phân bố ở miền Cổ bắc.